# 삼성직무적성검사
삼성직무적성검사, GSAT(Global Samsung Aptitude Test)는 삼성 고유의 직무적성검사이다. 열린 채용의 도입을 위해 1993년 11월부터 2년여에 걸쳐 개발됐으며, 1995년 대졸 공채부터 시행되었다. 2015년 하반기 SSAT란 이름이 변경되어 GSAT로 불리게 되었다.

## 평가 내용
GSAT는 지원자의 학습능력, 문제해결 능력 등 전반적인 직무수행 능력을 평가하는 잣대로 사용된다. 삼성은 GSAT를 매년 상/하반기 신입사원 공채, 인턴사원 채용 등에 적용해 총 3~4회 시행하고 있다. GSAT는 검사 유형에 따라서 크게 기초 능력(Academic Intelligence) 검사와 직무 능력(Practical Intelligence) 검사로 구분되어 실시된다.
기초능력 검사는 언어논리, 수리논리, 추리 그리고 시각적 사고 등 총 110문항으로 구성되어 있다. 그리고 직무능력 검사에서는 원활한 조직 생활과 비즈니스 활동을 하기 위한 업무처리 능력, 대인관계 및 사회생활에 필요한 직무 상식 및 일반 상식을 50문항에 걸쳐서 평가하게 된다. 또한 역사에 대한 지식을 갖추고 있는지 중요하게 평가하고 있다.